# Lisiowólka
Lisiowólka – wieś w Polsce położona w województwie lubelskim, w powiecie radzyńskim, w gminie Wohyń.
| SIMC    | Nazwa              | Rodzaj    |
| ------- | ------------------ | --------- |
| 0022289 | Jaźwiny            | część wsi |
| 0022295 | Kolonie Ustrzeskie | część wsi |

Niegdyś istniała gmina Lisia Wólka. 
W latach 1975–1998 miejscowość administracyjnie należała do województwa bialskopodlaskiego.
Wieś jest sołectwem w gminie Wohyń. Według Narodowego Spisu Powszechnego z roku 2011 wieś liczyła 374 mieszkańców.
Wierni Kościoła rzymskokatolickiego należą do parafii św. Anny w Wohyniu.
We wsi był przystanek kolejowy Lisiowólka.